# Nebkaure Khety
Nebkaure Khety là một vị pharaon Ai Cập cổ đại thuộc vương triều thứ 9 hoặc vương triều thứ 10, trong thời kỳ Chuyển tiếp thứ nhất.

## Triều đại
Chúng ta gần như không biết gì về những sự kiện dưới triều đại của Nebkaure; do những quan điểm đối lập của các học giả, ngay cả việc xác định niên đại của ông vẫn còn khó khăn. Nhiều nhà Ai Cập học cho là Nebkaure thuộc về vương triều thứ 9, có thể là vị vua thứ 4 (và là vị vua thứ 2 mang tên Khety), ngay sau Neferkare.
Mặt khác, các học giả khác như Jürgen von Beckerath thay vào đó tin rằng Nebkaure đã trị vì trong thời kỳ vương triều thứ Mười sau đó, có thể là trước Meryibre Khety.

## Chứng thực
Giống như nhiều vị vua đã trị vì trước đó hoặc tiếp sau triều đại của ông, những chứng thực của Nebkaure Khety là không nhiều. Trên bản Danh sách vua Turin, ông tạm thời được xếp vào mục 4.21. Hiện vật đương thời duy nhất có khắc đồ hình của ông là một quả cân làm từ đá jasper đỏ được Flinders Petrie phát hiện tại Tell el-Retabah, một địa điểm nằm dọc theo Wadi Tumilat ở miền đông khu vực châu thổ; quả cân này ngày nay được trưng bày tại bảo tàng Petrie (UC11782).
Tên của một vị vua Nebkaure cũng còn xuất hiện trong một cuộn giấy cói có niên đại thuộc vào giai đoạn cuối thời kỳ Trung vương quốc (Berlin 3023), cuộn giấy cói này có chứa một phần của câu chuyện nổi tiếng Người Nông dân hùng biện; rất có thể vị vua Nebkaure mà vốn thích thú với sự khoác lác của người nông dân trong câu chuyện này thực sự chính là Nebkaure Khety.